# Horse Cave
Horse Cave é uma cidade localizada no estado americano de Kentucky, no Condado de Hart.

## Demografia
Segundo o censo americano de 2000, a sua população era de 2252 habitantes.
Em 2006, foi estimada uma população de 2335, um aumento de 83 (3.7%).

## Geografia
De acordo com o United States Census Bureau tem uma área de
7,7 km², dos quais 7,7 km² cobertos por terra e 0,0 km² cobertos por água. Horse Cave localiza-se a aproximadamente 193 m acima do nível do mar.

## Localidades na vizinhança
O diagrama seguinte representa as localidades num raio de 20 km ao redor de Horse Cave.